# Башенин, Павел Андреевич
Павел Андреевич Баше́нин (13 июля 1868, Сарапул — 4 марта 1910, Сарапул) — сарапульский купец 1-й гильдии, городской голова в 1904—1909 годах, почётный гражданин города с 1911 года.

## Молодые годы
Родился в семье Андрея Анисимовича Башенина (1832—1889), купца 3-й гильдии, лесопромышленика. Обучался в Алексеевском реальном училище и вместе с младшим братом Петром был отдан изучать лесопромышленное дело к крупным «чердынским воротилам». Затем стал компаньоном отца, сопровождал его в поездках по торговым делам в разные города. По отзывам, значительно превзошёл отца в искусстве торговли.
После смерти главы семьи (декабрь 1889) предпринимательское дело продолжила мать (Александра Лукинична), объявленная самостоятельной купчихой 1-й гильдии.  В конце XIX века торговый дом «Александра Башенина и Сыновья» был включен в реестр Российских торгово-промышленных предприятий
После смерти матери Павел Андреевич Башенин становится самостоятельным купцом 1-й гильдии, его брат Пётр Андреевич (1875—после 1920) причисляется ко второй купеческой гильдии. 
В сборнике «Вся Россия» была помещена информация о лесопильном заводе Павла Башенина в Бердышевске Оханского уезда Пермской губернии.

## Семья
В 1899 году Павел Андреевич женился на Людмиле Николаевне (1872 г.р., урожд. Дельвиг, в первом браке — жена вольского купца Кваскова), дочери саратовского землевладельца барона Николая Александровича Дельвига (1836–1913). Людмила Николаевна возглавила Сарапульское благотворительное общество. 
Детей у супругов Башениных не было. После смерти П.А. Башенина Людмила Николаевны вышла замуж за сарапульского купца Сергея Ивановича Бодалева (1860–1926). Во время Первой мировой войны возглавляла Сарапульскую общину комитета Российского общества Красного Креста.
Племянники — дети брата Петра и его жены, Надежды Ивановны, урожд. Шиловой: 
- Венедим Петрович Башенин (1906–1979), врач, жил в Козьмодемьянске, потом в Волжске. Его жена —Таисия Максимовна Макарова[1].
- Ольга Петровна Башенина (1907—?) преподавала немецкий язык, жила в Московской области.

## Городской голова
В 1904—1909 годах — сарапульский городской голова в результате почти единогласного (98 голосов «за» и 5 — «против») голосования.
Возглавляя городское самоуправление, Павел Андреевич уделял значительное время благоустройству и развитию Сарапула.
- При нем были вымощены центральные улицы города, на основных переездах установлено 50 керосинокалильных фонарей (за его личный счёт и за счёт других лиц, последовавших его примеру).
- Построены капитальные водопровод и электростанция[2].

## Общественная деятельность
Павел Андреевич делал пожертвования для учебных заведений, например, для Алексеевского реального училища. Неоднократно жертвовал средства на благотворительные спектакли и рождественские ёлки.
В 1909 году Сарапульская городская дума приняла решение о всеобщем обучении, для организации обучения были необходимы подходящие помещения. Башенин вкладывал собственные средства в капитальное строительство новых каменных зданий, приспособленных к учебному процессу.
Кроме того, он был «членом комитета публичной библиотеки, председателем попечительского совета женской гимназии, попечителем бесплатной больницы им. Устина Саввовича Курбатова, выполнял обязанности мирового судьи. Павел Андреевич был старейшим членом Сарапульского общества рысистого бега».
Вынашивал множество идей по развитию города. В Новогоднем пожелании, опубликованном в местной газете «Прикамская жизнь» в 1910 году, писалось: «… с честью и славой для себя, и безубыточно для города, закончить два предприятия, приняться за новое: построить театр, народный университет и т. д.»
При его активном и непосредственном участии в городе был открыт краеведческий музей. Он покровительствовал Сарапульскому музыкальному обществу, помогал музыкальному училищу, учредив для особо одаренных студентов специальные стипендии и пособия. Был попечителем женской гимназии, выполнял обязанности мирового судьи.
Его младший брат Петр Андреевич Башенин также являлся активным общественным деятелем: был президентом Сарапульской пожарной дружины, избирался в члены Городской думы, Попечительский совет женской гимназии, состоял в благотворительном и музыкальном обществах, возглавлял Общество Красного Креста.
Электростанция Башенина функционировала до середины XX века, а водоподъемная станция — до 1980 годов. В здании электростанции в наши дни находится торговый центр, в здании водоподъемной станции — ресторанно-гостиничный комплекс. Дача Башенина, построенная в 1909 году по проекту Павла Трубникова — памятник архитектуры федерального значения начала XX века. По наследству усадьба перешла младшему брату Петру, жившему здесь со своей семьей до 1917 года. На даче Башениных в 1918 году размещался санаторий для детей из приютов, в 1919 году — Вотский комиссариат.  Позднее дача была определена под медицинские учреждения — туберкулезный санаторий для взрослых, позднее — детский республиканский санаторий; в 1991 году здание передано Музею истории и культуры Среднего Прикамья (совр. Сарапульский историко-архитектурный и художественный музей-заповедник).

## Смерть
4 марта 1910 года внезапно скончался от кровоизлияния. Газета «Прикамская жизнь» сообщала: «Петр Андреевич Башенин и Любовь Андреевна с душевною скорбию извещают родных и знакомых о кончине своего брата Павла Андреевича Башенина, последовавшей 4-го марта в 4,5 часа вечера, после непродолжительной болезни. Панихиды ежедневно в 10 часов утра и в 6 часов вечера. Вынос тела 7-го марта в Вознесенский собор, где будет совершено после литургии, отпевание, а затем погребение на православном кладбище».
В день похорон вся улица перед домом Башенина была заполнена народом. Торжественное отпевание состоялось в Вознесенском кафедральном соборе. Панихиду отслужили Преосвященный епископ Сарапульский Амвросий (Гудко) и 19 священников с дьяконами. Похороны Павла Андреевича превратились во всенародное шествие. Местная газета писала в те дни: «Ни один гражданин Сарапула не вызывал столько сожаления и горя, как Павел Андреевич Башенин. Он занимал первое место среди сограждан и превзошел всех их по дарованию, усердию и своей службе общему благу…»
Павел Андреевич был похоронен в фамильном склепе у Воскресенской церкви. Могила не сохранилась.
После смерти Павла Андреевича семейное предприятие перешло к его младшему брату — Петру Андреевичу Башенину, после национализации принадлежащего ему имущества вместе с семьей покинувшему Сарапул.

## Память
В 1910 году в знак увековечивания памяти П.А.Башенина Сарапульская городская Дума решила:
- В городской управе повесить портрет Павла Андреевича;
- В зданиях водопровода, электростанции и женской гимназии установить медные доски с его именем как строителя;
- В одном учебном заведении учредить стипендию его имени.

В 2013 году П. А. Башенин вошел в список 100 великих предпринимателей России.
В 2017 году компания «Сарапульские Системы» учредила всероссийскую стипендию имени П. А. Башенина.
Ежегодно в марте Сарапульский музей-заповедник проводит дни, посвященные памяти Павла Башенина. Традиционно в памятные дни проходят музейные занятия, тематические экскурсии и лекции, панихида и акция с возложением цветов. 
С 2008 года ежегодно 12 июля, в День Петра и Павла,  по инициативе сотрудников музея в здании художественно-выставочного комплекса — на Даче Башениных (улица Достоевского, 60) — собираются потомки Башениных, которые проживают в разных городах России.  

## Архитектурное наследие
- Сарапульская женская гимназия / МОУ Средняя образовательная школа № 15
- Дача Башенина / МАЗСУОД «Детский лагерь «Огонёк» (Пермский край, Чайковский район, д. Башенино)
- Загородный дом Павла Андреевича Башенина / Художественно-выставочный комплекс «Дача Башенина» (Удмуртская Республика, г. Сарапул, ул. Достоевского (Благовещенская) д. 60)
- Дом Павла Андреевича Башенина / ООО «Лечебно-диагностический центр „Камский доктор“» (Удмуртская Республика, г. Сарапул, ул. Труда (Большая Покровская) д. 15)
- Городская электростанция / Торговый центр «Гостиный двор» (Удмуртская Республика, г. Сарапул, ул. Красноармейская (Благовещенская) д. 60)
- Водонасосная станция / Ресторанно-гостиничный комплекс «Старая башня» (Удмуртская Республика, г. Сарапул, ул. Оползина д. 1)
- Водонапорная башня (Удмуртская Республика, г. Сарапул, ул. Некрасова (Смоленская, д. 24)